# Departamento de Iferouane
Iferouane es un departamento situado en la región de Agadez, en Níger. En diciembre de 2012 presentaba una población censada de 32 731 habitantes. Su chef-lieu es Iferouane.
Se ubica en el centro-oeste de la región. Fue creado en la reforma territorial de 2011 mediante la separación de parte del territorio del departamento de Arlit.

## Subdivisiones
Está formado por dos comunas rurales, que se muestran asimismo con población de diciembre de 2012:
- Iferouane (13 655 habitantes)
- Timia (19 076 habitantes)